# Ungdomshuset

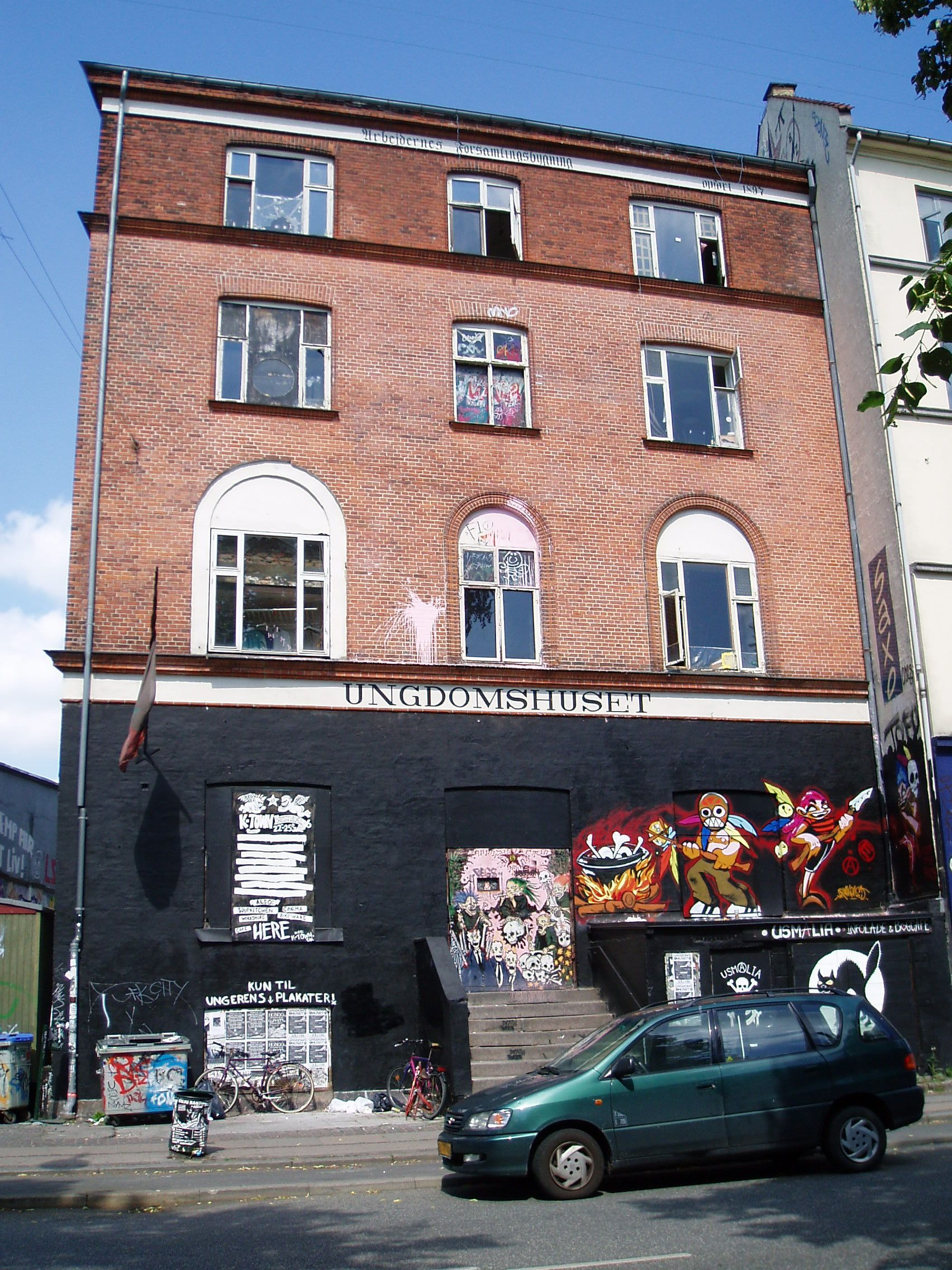
Ungdomshuset visto desde la calle

Ungdomshuset ('La Casa Juvenil') era un edificio en el barrio de Nørrebro en Copenhague, la capital de Dinamarca. Que funcionaba como un punto de encuentro para el movimiento autónomo y diversos grupos subculturales, así como espacio para conciertos y festivales, desde 1982 hasta el 2007.
En 1982, después de que activistas ocuparan el edificio, la ciudad de Copenhague puso el edificio a disposición para que fuera un centro juvenil. Desde 1999 el edificio fue motivo de controversia entre la ciudad, los usuarios de la casa y la iglesia libre Faderhuset (casa del padre), quien compró la casa. El 16 de diciembre de 2006 hubo disturbios a causa de una manifestación no anunciada a favor de la casa. En marzo de 2007 la policía echaron a los usuarios de la casa, y unos días más tarde se tiró el edificio abajo.

## Historia
A finales del siglo XIX, la casa era punto de reunión para el movimiento obrero de Copenhague. En 1910 Ungdomshuset fue el escenario de la Conferencia Socialista Internacional de Mujeres, en la cual se proclamó el 8 de marzo como Día Internacional de la Mujer. Lenin y Rosa Luxumbergo visitaron el edificio. En los años 50 la casa fue usada por sindicatos y asociaciones del movimiento obrero para diversas actividades, también culturales. En 1956 fue construida una nueva casa por el movimiento obrero, y Ungdomshus estuvo desocupada desde ese año hasta 1978. Hubo planes de poner un supermercado en la casa, pero fallaron por el valor histórico del edificio. En 1978 el grupo de danza folclórica Tingluti compró la casa, pero después de unos años, ellos mismos la vendieron a la ciudad. En 1982 fue ocupada por activistas que querían fundar una casa juvenil autoorganizada. Se llegaron a acuerdos con la ciudad, los cuales estipulaban que la casa seguía siendo propiedad de la ciudad, aunque un grupo de personas "usuarios del Ungdomshuset" podían usar el edificio.
La casa era administrada colectivamente y fue el marco de muchos proyectos diferentes, así como actividades culturales. La influencia de los grupos autónomos-revolucionarios fue creciendo desde mediados de los años 90. En 1993 la casa obtuvo un permiso de venta de bebidas alcohólicas a pesar de que los vecinos llevaban años quejándose del ruido.
En 1996 hubo un incendio y una gran parte del interior sufrió daño. Las instalaciones sanitarias, eléctricas y de calefacción también dejaban mucho que desear. La ciudad quiso vender o demoler la casa por estas razones. Dos fracciones de izquierda de la casa propusieron que en vez de vender la casa, les dieran un adelanto de 270 000 €, lo cual alcanzaría para instalar nuevos sanitarios y quitar el moho, el dinero que faltaba lo pondrían los activistas. La ciudad tenía otra opinión: pensaban que la renovación de la casa iba a costar 1,5 millones de euros + IVA (25%).
De parte de políticos burgueses salió una iniciativa de juntar firmas para desalojar la casa, ya que «era punto de encuentro de criminales y molestaba a los vecinos». Otra iniciativa logró sin embargo juntar aún más firmas a favor de que la casa se quedara. Pronto la fracción socialdemócrata en el ayuntamiento apoyó la idea de vender la casa.

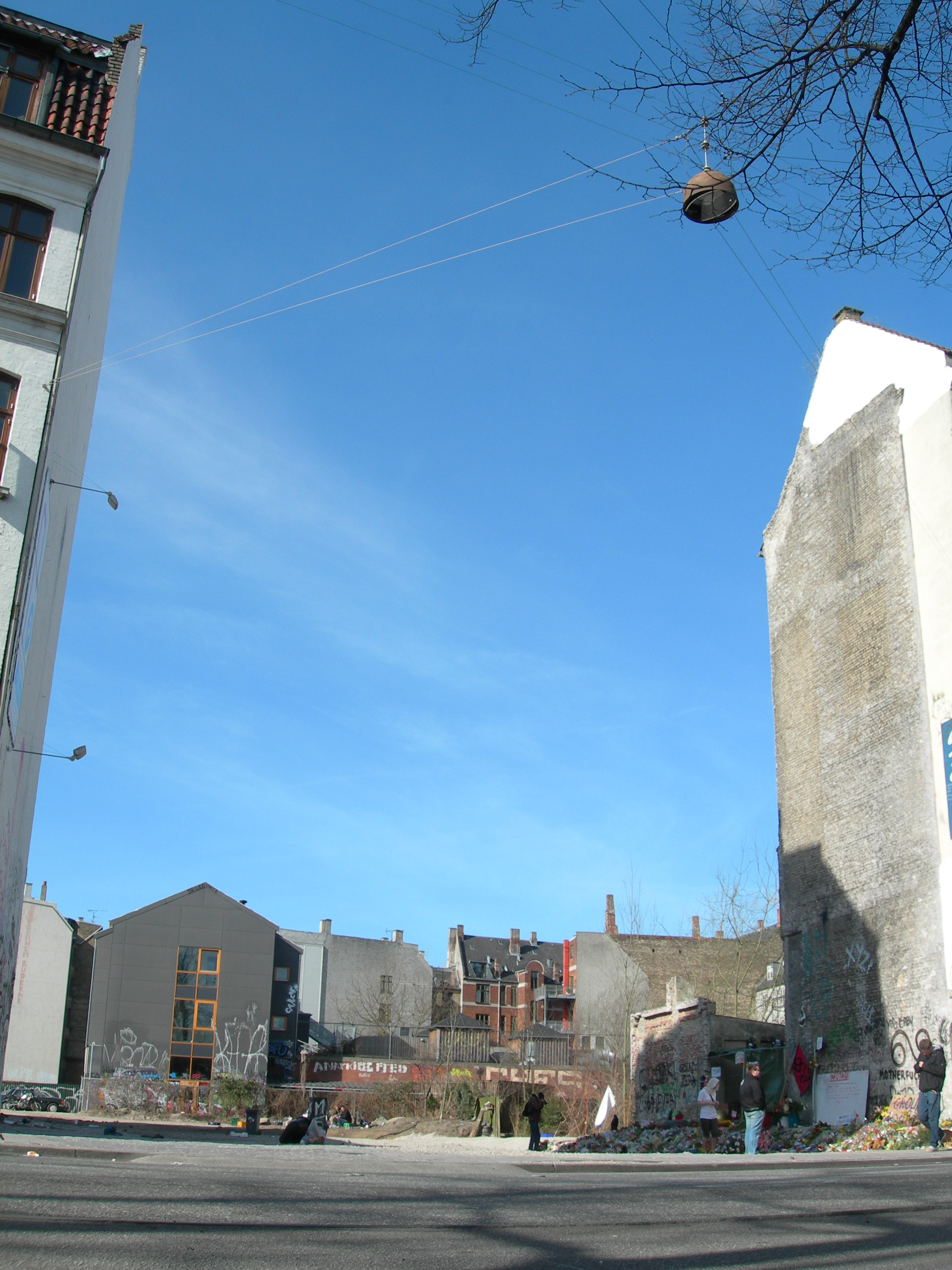
El lugar después de la demolición

En 1999 la casa se puso a la venta. Los habitantes de la misma colgaron una pancarta para asustar a posibles compradores: «A la venta. Incluye 500 psicópatas violentos, autónomos, lanza-piedras salidos del infierno». En diciembre de 2000 una Sociedad Anónima (S.A.) compró la casa. Un año después, todas las acciones de esta empresa fueron vendidas a la iglesia libre cristiana Faderhuset, por lo tanto la casa cambió de propietario otra vez.  El 31 de diciembre de 2001, después de haberles dado a los habitantes de la casa tres meses para irse, 50 personas de la iglesia intentaron entrar por la fuerza al edificio. No lo lograron, y de hecho 35 acabaron en el hospital.
En agosto de 2002 la iglesia llevó a los habitantes de la casa a juicio, para confirmar su derecho de propiedad sobre la casa. Los activistas afirmaban por su lado que los acuerdos que tenían con la ciudad seguían siendo vigentes. En enero de 2004 la ciudad pronunció que los acuerdos ya no eran válidos. En agosto de 2006 este pronunciamiento fue ratificado por el juzgado provincial. La fecha para el desalojo fue puesta para el 14 de diciembre de 2006. A finales de noviembre de 2006 la policía declaró que en esta fecha no podría garantizar la seguridad de los implicados durante el desalojo. La fecha fue pospuesta indefinidamente.
Hay intentos de comprar el edificio, para garantizar la permanencia de la casa. Por ejemplo está la fundación Jagtvej 69 y la asociación "Padres (de familia) por Ungdomshuset".
La presidenta municipal de Copenhague y la directora de la policía han pedido a Faderhuset revalorar la idea de vender la casa. Sin embargo, Faderhuset no ha querido ceder a las presiones. El 12 de diciembre una iniciativa ofreció dos millones de euros por la casa, la oferta fue rechazada.
Después de las revueltas el 16 de diciembre, muchos políticos y medios de comunicación se han distanciado de la idea de la persistencia de la casa.
En 2007 la casa fue finalmente demolida

## Enfrentamientos

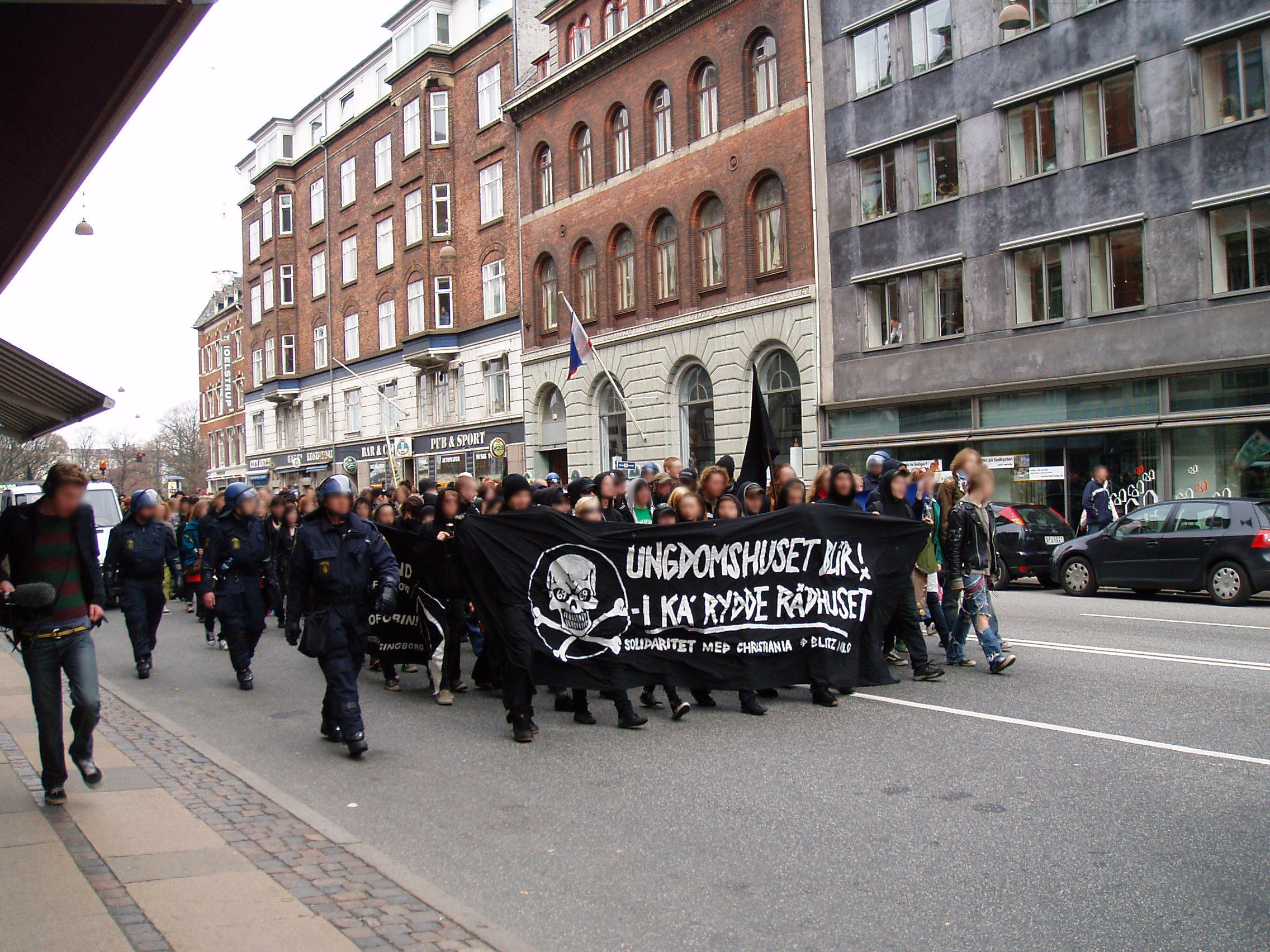
Manifestación de los usuarios de Ungdomshuset en 2006

El 22 de octubre 50-60 activistas intentaron entrar en una misa de Faderhuset, pero no les fue permitido el acceso. Sólo dos pudieron entrar, su petición de decir por micrófono su punto de vista fue rechazada.
El 14 de diciembre hubo una gran marcha con varios miles de participantes en contra del desalojo, la policía antidisturbios inició un brutal enfrentamiento con activistas solidarizados con el desalojo.
El 16 de diciembre, en el marco de una manifestación prohibida por el Gobierno hubo fuertes enfrentamientos entre antidisturbios y manifestantes, los cuales para defenderse y evitar el desalojo montaron barricadas cerrando calles, quemando contendedores, etc.ante la creciente intensidad de las acciones de los antidisturbios los activistas se dispersaron por toda la ciudad arrasando con todos los símbolos que a su entender esclavizan al ser humano, es decir, bancos, inmobiliarias (responsables según los activistas de parte de muchos desalojos de "okupas")...Varios miles de activistas de varios países europeos tomaron parte en las movilizaciones de protesta y en los enfrentamientos formando los conocidos black bloc. Hubo 4 manifestantes y 2 policías heridos, 273 manifestantes fueron detenidos, entre ellos 30 alemanes.